# Jackie Robinson (basquetebolista)
Robert Lloyd Jackson Robinson, (Fort Worth, 26 de abril de 1927) é um pastor evangélico batista aposentado, teólogo e  basquetebolista estadunidense que integrou a Seleção Estadunidense conquistou a Medalha de Ouro disputada nos XIV Jogos Olímpicos de Verão em 1948 realizados em Londres no Reino Unido.

## Biografia
Jackie Robinson graduou-se na Universidade Baylor em 1949. Em 1948 além de ter conquistado a Medalha de Ouro nas Olimpíadas de 1948, Robinson liderou a equipe de Baylor que foi até a final da NCAA perdida para o Kentucky Wild Cats. Após sua carreira acadêmica, Robinson foi ordenado Ministro Batista e mudou-se para Augusta (Geórgia) para desempenhar seu ministério.